# 下拉布尼茨-施文德格拉本
下拉布尼茨-施文德格拉本是奥地利布尔根兰州上普伦多夫县的一个市镇。总面积13.93平方公里，总人口634人，人口密度45.5人/平方公里（2001年）。